# 社会人野球盛り上げ隊
社会人野球盛り上げ隊（しゃかいじんやきゅうもりあげたい）は、「社会人野球の認知向上」を目的として、2021年2月にOB選手4名により立ち上げられた有志団体。
ただし、4名はあくまでも立ち上げメンバーであり、「社会人野球盛り上げ隊」という名称は”社会人野球を盛り上げたい！”という想いをもつ人たちの総称である。
目標は、2021年11月開催予定の第92回都市対抗野球大会で会場となる東京ドームを満員にすることであるとしている。
2021年10月23日、日本野球連盟公認サポーターに就任。2022年2月28日に任期を満了した。

## 発足メンバー
- 猿渡眞之（元・大阪ガス硬式野球部投手、発起人）[1]
- 沓掛祥和（元・トヨタ自動車硬式野球部野手）[1]
- 高橋直樹（元・日本新薬硬式野球部野手）[1]
- 正木健太郎（元・日本新薬硬式野球部野手）[1]